# Amathusia celebensis
Amathusia celebensis är en fjärilsart som beskrevs av Hans Fruhstorfer 1899. Amathusia celebensis ingår i släktet Amathusia och familjen praktfjärilar. Inga underarter finns listade i Catalogue of Life.